# Het testament (roman)
Het Testament van John Grisham is een combinatie van juridische thriller en avonturenroman. Het boek gaat over het testament van een oude miljardair waarin hij zijn kinderen vanuit het graf genadeloos een hak zet. Het geld wordt tot ieders verrassing nagelaten aan een dochter die in een zeer afgelegen gebied in Brazilië als zendelinge werkt, en waar niemand wat van wist. Terwijl een advocaat deze erfgename gaat zoeken, slijpen de onterfde kinderen hun juridische messen.
Naast het juridische gevecht over het testament en het vraagstuk of het ethisch is je eigen familie te onterven of zelfs middels een testament zo een hak te zetten, zijn onderliggende thema´s de schade die de mens aan de natuur (en de Pantanal in het bijzonder) toebrengt, en de moeilijke positie van de inheemse volkeren in Brazilië. Een ander thema is de prijs van succes: Troy sterft eenzaam en vervreemd van zijn familie; Nate is door zijn succes als advocaat in aanraking gekomen met alcohol en drugs, en twee keer gescheiden.

## Het verhaal
Troy Phelan, met een vermogen van 11 miljard Amerikaanse dollar, is het leven beu. Hij wil echter niet zijn geld nalaten aan zijn exen en kinderen, want hij verafschuwt hen. Los daarvan zit het meeste vermogen in Troy's onderneming, hij is bang dat de kinderen deze te gronde zullen richten. De kinderen kregen elk op hun 21e 5 miljoen, maar daar gingen ze niet erg zuinig en verantwoordelijk mee om. Dat leek ze niet nodig, ze verwachtten een veel groter bedrag als erfenis, en bovendie hadden ze nooit geleerd zuinig met geld om te gaan.
Overzicht van de exen en kinderen:
- Lillian, de eerste vrouw van Troy, met wie hij Troy Junior, Rex, Mary Ross en Libbigail kreeg.
  - Troy Junior, Troy's oudste zoon, een alcoholist die verscheidene malen met zijn ondernemingen failliet is gegaan. Hij probeerde pas een echte baan in zijn vaders ondernemingen te krijgen toen de 5 miljoen op waren gegaan aan feesten en een lui leven. Troy heeft hem echter meermalen moeten ontslaan omdat hij telkens bleek te disfunctioneren;
  - Rex, wiens ondernemingen en banen bij Troys bedrijf ook steevast mislukten. Hij is getrouwd met de stripteasedanseres Amber, en staat onder verdenking van belastingfraude;
  - Libbigail, de oudste dochter, die eens een wild leven met drugs had geleid maar nu haar leven enigszins op orde heeft en getrouwd is met een motorrijder;
  - Mary Ross, de jongste dochter van Lillian, getrouwd met een arts. Zij is de evenwichtigste van de vier kinderen van Troy en Lillian, maar zit ook zwaar in de schulden;
- Janie, de tweede vrouw, en moeder van Geena. Ze was oorspronkelijk een secretaresse van Troy met wie hij zijn eerste vrouw bedroog;
  - Geena, de dochter van Janie, die getrouwd is met de snobistische Cody wiens ondernemingen voortdurend mislukken. Omdat hier een groot deel van Geena´s 5 miljoen in is gaan zitten, zijn ook Geena en Cody er financieel niet best aan toe;
  - Er was een tweede kind, Rocky, dat was omgekomen bij een auto-ongeluk;
- Tira, de derde vrouw, ook oorspronkelijk een van Troy's secretaressen;
  - Ramble, de jongste zoon van Troy, zesenzestig jaar jonger dan zijn vader. Hij is gefascineerd door hardrock, draagt ringen in zijn oren, verft zijn haar, en gaat zelden naar school.

Op een dag organiseert Troy een bijeenkomst met zijn familie waarin hij een nieuw, voor de familie gunstig testament tekent, met psychiaters erbij die zijn handelingsbekwaamheid bevestigen. Vijf minuten later tekent hij echter, met alleen enkele getuigen erbij die dit niet mogen doorvertellen, alweer een nieuw testament (handgeschreven, zonder bemoeienis van een notaris, maar in de betreffende staat van de VS wel geldig als testament): zijn exen krijgen niets, en zijn kinderen krijgen alleen geld om de schulden af te lossen die reeds bestonden op zijn sterfdatum. Al het overige geld laat hij na aan zijn buitenechtelijke dochter Rachel Lane, waar niemand van heeft gehoord, en die als zendelinge in Brazilië werkt bij een indianenstam in de Pantanal. Deze dochter is volgens Troy de enige die hem tenminste niet heeft beschaamd, en die niet als een likkebaardende hond op diens dood zat te wachten. Troy pleegt ten slotte zelfmoord door van zijn kantoorflat te springen. Na enkele weken wordt aan de familie de inhoud van het nieuwe testament geopenbaard; ze zijn verbijsterd. Ze hebben veel uitgegeven met geleend geld, erop vertrouwend dat ze die met hun erfdeel gemakkelijk kunnen aflossen. De een heeft alvast een huis gekocht, de ander een auto, en met Kerst gaven ze elkaar de mooiste geschenken. Het testament was er duidelijk op gericht de kinderen zichzelf in een laatste aanval van koopwoede financieel te gronde te laten richten. Verbitterd beginnen de kinderen een procedure, terwijl ze ondertussen elkaar (en elkaars partners) sterk wantrouwen. Maar niet alleen de kinderen zijn in een strijd verwikkeld, ook de advocaten werken maar moeilijk samen en proberen klanten van elkaar te stelen.
Troys advocaat Josh Stafford is in het testament benoemd tot executeur. Hij stuurt Nate Riley, een partner, eropuit om Rachel Lane te vinden. Nate Riley is een alcoholist, die net uit een ontwenningskliniek komt. In zijn hoogtijdagen was hij de ster van het kantoor, maar met de werkdruk gecombineerd met rijkdom leidden hem tot alcoholisme en drugsverslaving. Hij is twee keer gescheiden en er hangt hem een belastingstrafzaak boven het hoofd. Het kantoor wil eigenlijk van hem af, want hij is een last geworden en Josh is bang dat Nate de volgende terugval niet zal overleven. Het reisje naar Brazilië lijkt echter een ideaal klusje voor Nate, want niemand anders heeft tijd om het te doen. Nate´s therapeut heeft echter zijn bedenkingen en naar achteraf blijkt niet onterecht. Nate krijgt de taak Rachel te zoeken. Dit is niet eenvoudig: de Pantanal is een enorm moerasgebied van rivieren, kreken en oerwoud. Nate overleeft een vliegtuigongeluk, krijgt een terugval, en drinkt zichzelf bijna dood op Kerstavond.
Na vele omzwervingen lukt vindt Nate Rachel Lane, maar ze wil het geld niet, en ze wil ook niets tekenen. Bovendien is er een risico op tropische ziektes en vertrouwen de indianen blanken niet, want die misdragen zich en brengen ziektes mee. Het dorpshoofd en Rachel dringen er dan ook op aan dat Nate snel weggaat. Op de terugweg loopt hij dengue op. Nate komt hierdoor en door Rachels standvastige geloof tot inkeer, en zweert zijn leven te beteren en de drank en de advocatuur vaarwel te zeggen. Hij haalt troost en energie uit het geloof.
Terug in de VS spreekt Josh met Nate af dat Nate optreedt als advocaat van Rachel, hoewel die daar niets van weet. Hij hoopt namelijk dat Rachel te zijner tijd nog tot inkeer zal komen, daar hij namens de nalatenschap optreedt. Bovendien zal de nalatenschap anders naar de kinderen gaan, van wie Josh eveneens geen hoge dunk heeft en wat voor het management van Troys onderneming een nachtmerriescenario is.
Het proces begint, en de eerste rondes in de procedure verlopen niet goed voor de kinderen. Het testament aanvechten is niet eenvoudig. De enige juridisch valide reden is geestelijke onbekwaamheid, maar Phelan was net door drie toppsychiaters onderzocht en geestelijk in goede gezondheid verklaard. Hun getuigen blijken onbetrouwbaar en de doorgewinterde advocaat Nate prikt met gemak gaten in hun eigen verklaringen en weet hen te presenteren als hebzuchtige graaiers, die nog geen dag in hun leven fatsoenlijk hebben gewerkt. 
Het boek laat, bij monde van advocaat Hark Gettys, doorschemeren dat het gedrag van de kinderen mede te wijten was aan het slechte voorbeeld dat Troy gaf. Hij was er nooit als een vader voor zijn kinderen, maar liet ze aan de hoede van kindermeisjes en privé-leraren terwijl hij overuren maakte op kantoor of met zijn zoveelste secretaresse sliep. Hij gaf ze ieder 5 miljoen op een leeftijd waarop ze daar nog niet mee om konden gaan, en dacht hiermee zijn vaderschap te kunnen afkopen. De vrouwen hadden bovendien allemaal ook een rotleven gehad bij Troy. Diep in zijn hart beseft ook Nate dat, wetende hoezeer hij zelf net als Troy zijn eigen ex-vrouwen en kinderen gekwetst heeft.
De zaak wordt geschikt, de kinderen krijgen ieder $ 50 miljoen (waarvan een flink percentage naar de advocaten gaat), en Rachel krijgt de rest. Ze moet nog wel tekenen voor akkoord. Nate keert daarvoor terug naar Brazilië. Daar hoort hij dat ze is overleden. Ze heeft wel een testament gemaakt, waarin ze de erfenis accepteert, en voorschrijft dat het geld in een trustfonds wordt ondergebracht, dat de inkomsten besteedt aan gespecificeerde goede doelen, en Nate benoemt tot executeur en beheerder van het fonds. Nate zweert zijn leven te beteren en zich in te zetten voor de bescherming van de Pantanal.

## Bestseller 60
| Boeken met noteringen in de Nederlandse Bestseller 60 | Jaar van verschijnen | Datum van binnenkomst | Hoogste positie | Aantal weken | Opmerkingen |
| ----------------------------------------------------- | -------------------- | --------------------- | --------------- | ------------ | ----------- |
| Het testament                                         | 1999                 | 28-05-2003            | 27              | 8            |             |